# Gökhan
Gökhan ist ein männlicher Vorname und Familienname.

## Herkunft und Bedeutung
Gökhan ist ein türkischer Name. Übersetzt bedeutet er „Der Himmelsherrscher“ (vgl. Khan), wobei „gök“ mehrere alttürkische Bedeutungen hat, wie zum Beispiel „(himmel)blau“, „Himmel“ oder „Norden“.

## Namensträger

### Vorname
- Gökhan Açıkgöz (* 1993), türkischer Fußballspieler
- Gökhan Akkamis (* 1997), deutscher Politiker (FDP)
- Gökhan Akkan (Fußballspieler, 1995), türkischer Fußballtorhüter
- Gökhan Akkan (Fußballspieler, 1998), türkischer Fußballspieler
- Gökhan Alsan (* 1990), türkischer Fußballspieler
- Gökhan Aydaş (* 1988), türkischer Fußballspieler
- Gökhan Çakır (* 1987), türkischer Fußballspieler
- Gökhan Değirmenci (* 1989), türkischer Fußballspieler
- Gökhan Emreciksin (* 1984), türkischer Fußballspieler
- Gökhan Erdoğan (* 1991), türkischer Fußballspieler
- Gökhan Gönül (* 1985), türkischer Fußballspieler
- Gökhan Gül (* 1998), deutsch-türkischer Fußballspieler
- Gökhan Güleç (* 1985), türkischer Fußballspieler
- Gökhan Gümüşsu (* 1989), türkischer Fußballspieler
- Gökhan Inler (* 1984), Schweizer Fußballspieler
- Gökhan Karadeniz (* 1990), türkischer Fußballspieler
- Gökhan Keskin (* 1966), türkischer Fußballspieler und -trainer
- Gökhan Kırdar (* 1970), türkischer Musiker
- Gökhan Korkmaz (* 1991), türkischer Fußballspieler
- Gökhan Özen (* 1979), türkischer Sänger
- Gökan Öztürk, manchmal auch Gökhan Öztürk (* 1992), türkischer Fußballspieler
- Gökhan Öztürk (* 1990), türkischer Fußballspieler
- Gökhan Saki (* 1983), niederländisch-türkischer Kampfsportler
- Gökhan Sazdağı (* 1994), türkischer Fußballspieler
- Gökhan Süzen (* 1987), türkischer Fußballspieler
- Gökhan Tepe (* 1978), türkischer Popmusiker
- Gökhan Töre (* 1992), deutsch-türkischer Fußballspieler
- Gökhan Türkmen (* 1983), türkischer Popmusiker
- Gökhan Ünal (* 1982), türkischer Fußballspieler
- Gökhan Ünver (* 1985), österreichischer Fußballspieler
- Gökhan Vuran (* 1986), türkisch-österreichischer Fußballspieler
- Gökhan Zan (* 1981), türkischer Fußballspieler

### Nachname
- Zeki Gökhan (* 1956), deutsch-türkischer Politiker (Die Linke)